# Jaroslav Fiala (hudební historik)
Jaroslav Fiala (24. února 1929, Kupyčiv, Ukrajina – 6. srpna 2024) byl český hudební historik, vysokoškolský pedagog a hudební publicista. Vyučoval na Pedagogické fakultě v Plzni, věnoval se především hudbě v západních Čechách a plzeňským hudebními skladatelům.

## Život
Původně volyňský Čech po repatriaci do Československa bydlel v Tlestkách. Vystudoval reálné gymnázium v Žatci, kde maturoval v roce 1948, a Pedagogickou fakultu v Plzni. V letech 1951 až 1960 pracoval jako učitel v Kraslicích a Oloví a poté jako odborný asistent na Pedagogickém institutu v Karlových Varech. Od roku 1964 žil a pracoval v Plzni.

## Dílo (výběr)
- Hudba v západočeských lázních, 1985
- Dějiny hudby pro posluchače učitelství 1. stupně ZŠ, 1987
- K počátkům symfonických koncertů v Plzni, 1995
- Několik pohledů na hudební kulturu západních Čech, 2001
- Duchovní hudba na plzeňských kůrech, 2006
- Příspěvek k dějinám hudby západních Čech, 2007
- Plzeňské komorní soubory, 2011